# Parc de conservation de Seal Bay

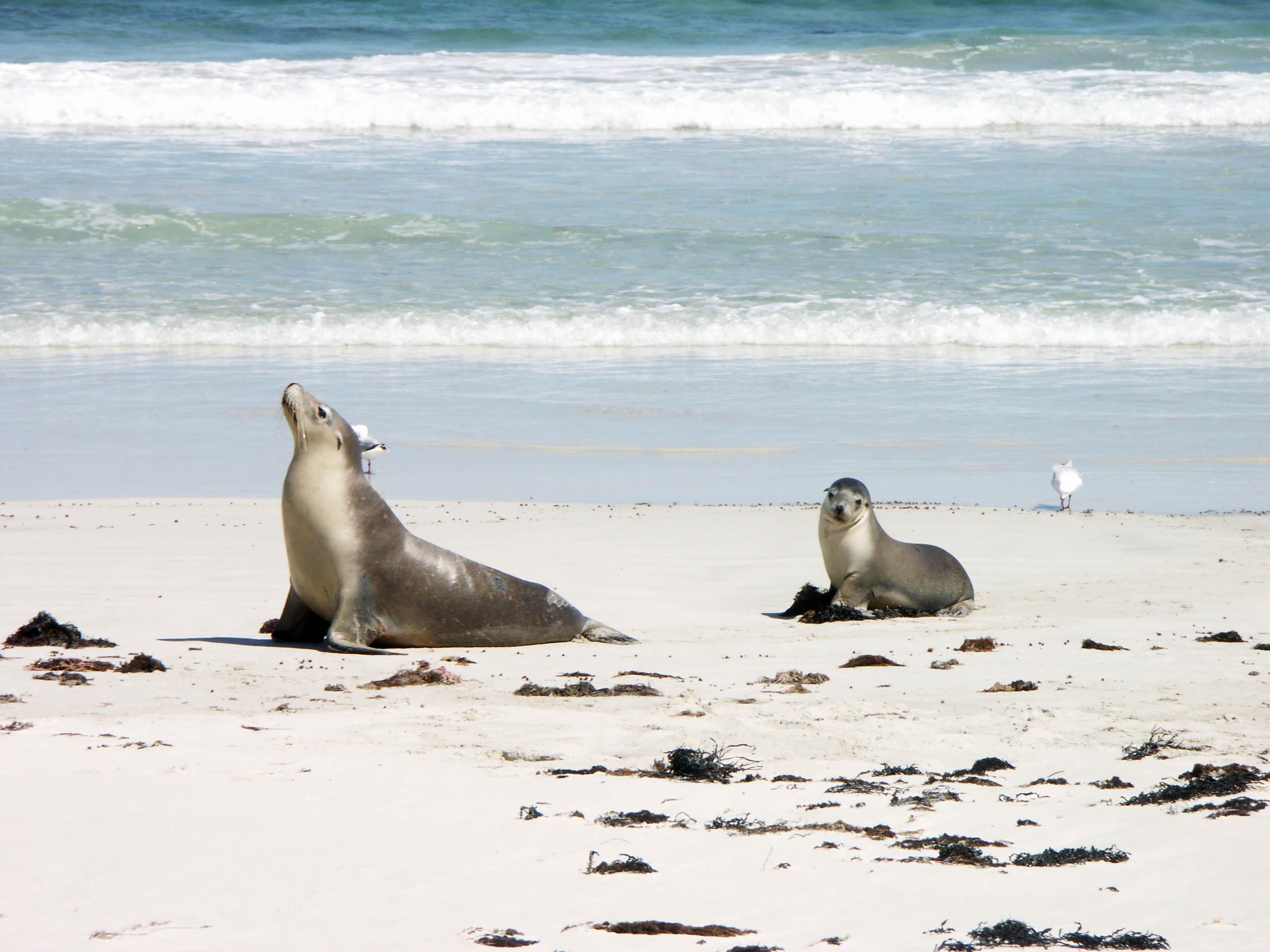
Lions de mer australiens à Seal Bay.

Le parc national de Seal Bay ("de la baie aux phoques" en français) est situé sur l'île Kangourou au sud de l'Australie-Méridionale. Il abrite une importante colonie de lions de mer australiens. L'approche des animaux est réglementée, payante et nécessite la présence d'un guide.